# 圖馬卡科里 (亞利桑那州)
圖馬卡科里（英語：Tumacacori）是位於美國亞利桑那州聖克魯斯縣的一個人口普查指定地區。根據2010年美國人口普查，該地人口為393人，而該地的面積約為5.10平方千米。

## 地理
圖馬卡科里的座標為31°33′40″N 111°02′52″W / 31.56111°N 111.04778°W，而該地最高點為海拔高度1006米（即3300英尺）。